# خانه منتظری
خانه منتظری مربوط به ۱۲۵۲ ه‍.ش است و در شهرستان رشت، بخش سنگر، دهستان سراوان، پارک جنگلی سراوان، موزه میراث روستایی گیلان واقع شده و این اثر در تاریخ ۲۰ اردیبهشت ۱۳۸۶ با شمارهٔ ثبت ۱۹۰۹۶ به‌عنوان یکی از آثار ملی ایران به ثبت رسیده است.
خانهٔ منتظری، خانه‌ای منحصربه‌فرد است که در بخش رودبنه، از توابع شهرستان لاهیجان شناسایی شده و جلوه‌ای زیبا از هنر روستایی گیلان به شمار می‌رود. سرستونها، هرکدام، به گونه‌ای متفاوت تزئین شده‌اند. نرده‌ها هنرمندانه تراشیده شده و تنوع فرم آنها نمایی زیبا به خانه بخشیده است. برجسته‌کاری‌های گلی در داخل اتاق‌ها، نمونه‌هایی بی‌بدیل هستند.
خانهٔ منتظری متعلق به آقای حاج مهدی محقق منتظری، مباشر ارباب و بزرگ محل بوده که به نوهٔ ایشان، آقای علی محقق منتظری به ارث رسیده است. افراد سرشناس زیادی به این خانه رفت‌وآمد داشته‌اند و به همین جهت در حافظهٔ تاریخی اهالی محل، جایگاهی خاص دارد.
خانهٔ منتظری در سال ۱۲۵۲ ساخته شده و در تیر ماه سال ۱۳۸۴ جهت دوباره چینی به موزه منتقل گردیده است. این خانه در دو طبقه ساخته شده و دارای چهار اتاق می‌باشد. ارتفاع بنا ۱۸ متر و زیربنای آن ۲۲۰ متر مربع است. در این مجموعه علاوه بر خانهٔ مسکونی، کندوج، تلمبار، چاه ساخته شده است. در محوطهٔ خانهٔ منتظری یک تنور نان ملاحظه می‌شود.